# Jaffa (film)
Pour les articles homonymes, voir Jaffa (homonymie).
Pour plus de détails, voir Fiche technique et Distribution.
Jaffa (en hébreu : כלת הים, Kalat Hayam, « Fiancée de la mer », surnom de la ville de Jaffa ; en arabe : عروس البحر, `Arūs al-Baḥr, même sens) est un film plurinational (Israël, France, Allemagne) de Keren Yedaya, sorti en 2009.

## Synopsis
À Jaffa, ancienne ville arabe de Palestine, depuis 1950 quartier de la municipalité israélienne de Tel Aviv-Jaffa, le garagiste Reuven emploie sa fille Mali, au caractère effacé, et son fils Meir, paresseux, alcoolique et agressif, ainsi que deux mécaniciens arabes consciencieux, Hassan et son fils Toufik. La mère de famille, Osnat, est une forte femme, raciste, explosive et fusionnelle dans sa relation avec son mari. Mali, en cachette de sa famille, aime Toufik dont elle est enceinte et avec qui elle doit fuir pour aller se marier à Chypre. 
Mais la veille du jour prévu pour ce voyage, Osnat met Meir à la porte et il se réfugie dans le garage. Quand Hassan et Toufik ouvrent le garage le lendemain, Meir se prend de querelle avec eux et Toufik le tue accidentellement. Toufik est condamné à une peine de prison. Mali lui écrit qu’elle a avorté et lui demande de ne plus la recontacter. En réalité, elle n'a pas avorté et fait croire à ses parents qu’elle est enceinte d’un homme marié. Sur ses instances, ils quittent Jaffa pour une autre ville.
Neuf ans plus tard, Toufik est libéré pour bonne conduite. Mali vit alors avec leur fille Shiran, à qui elle a dit que son père est mort, et ses parents. Toufik la recontacte sur son portable. Peu à peu, ils vont renouer, non sans difficultés. Après la cérémonie de l'anniversaire du décès de Meir (maintenant idéalisé), Mali se décide à briser le mur de l'hypocrisie et du non-dit : elle part avec Shiran chez une tante, après avoir tout expliqué dans une lettre à ses parents. Ceux-ci débarquent avec éclat chez la tante mais, après une violente confrontation, repartent sans Mali et sans Shiran, qui a compris l'essentiel de la situation. 
Dans la dernière scène, Shiran va et vient sur un petit muret sur une plage de Jaffa, à quelque distance de chacun de ses parents.

## Fiche technique
- Titre[1] : Jaffa
- Titre hébreu : Kalat Hayam
- Réalisation : Keren Yedaya
- Scénario : Keren Yedaya, en collaboration avec Illa Ben Porat
- Direction artistique :
- Musique : Shushan (he)
- Décors : Avi Fahima
- Costumes : Li Alembik[2]
- Photographie : Pierre Aïm
- Son : Jörg Theil[2]
- Montage : Asaf Korman (he)
- Production : 
  - Production déléguée[3] :

Jérome Bleitrach et Emmanuel Agneray pour Bizibi
Marek Rozenbaum (pl) pour Transfax Film Productions
Benny Drechsel et Karsten Stöter pour Rohfilm
- Société de production : Bizibi ( France), Transfax Film Productions ( Israël), Rohfilm ( Allemagne)
  - Société de coproduction : Arte France Cinéma
  - Sociétés ayant participé à la production : Canal+  France et Keshet Broadcasting  Israël
- Société de distribution : K-Films Amérique (Québec)
- Distribution : 
  -  France : Rézo Films
  -  Suisse : Xenix[4]
- Budget :
- Pays :  France,  Israël,  Allemagne
- Format : couleur - Son : Dolby SRD[5] - 1,85:1 - 35 mm
- Genre : drame
- Durée : 106 minutes
- Dates de sortie :
  -  France : 16 mai 2009 (Festival de Cannes)
  -  France : 10 juin 2009
  -  Israël :
  -  Allemagne :
  -  Belgique :
  -  Suisse romande : 24 juin 2009[4]
  -  États-Unis :

## Distribution
- Dana Ivgy : Mali, fille de Reuven et d'Osnat
- Roy Assaf (en) : Meir, fils de Reuven et d'Osnat
- Moni Moshonov : Reuven, propriétaire d'un garage
- Ronit Elkabetz : Osnat
- Mahmud Shalaby : Toufik, mécanicien dans le garage de Reuven
- Hussein Yassin Mahajne : Hassan, père de Toufik, mécanicien dans le garage de Reuven
- Lili Ivgy : Shiran
- Zenabh Mahrab : Naima
- Suma Zenabh : Evtesam
- Dalya Beger : tante Suzi
- Moris Cohen : le premier frère d'Ossi
- Irit Nathan Benedek (he) : la directrice du planning familial